# سیجان (کرج)
سیجان روستایی از توابع بخش آسارا شهرستان کرج در استان البرز ایران است.این روستا دارای طبیعتی بسیار زیبا است که مقصد بسیاری از مسافران در روز های جمعه و آخر هفته است.این روستا دارای باغ های متعددی است که در آن میوه هایی نظیر گیلاس،آلبالو،گردو و...زراعت میشود.
در این روستا ،در روز عاشورا و تاسوعا مراسم های اصیلی برگزار میشود.
زبان رایج در سیجان مانند روستاهای مجاور تاتی است كه كلمات اصيل در گويش اين منطقه ريشه در زبان کردی دارد.

## جمعیت
این روستا در دهستان آدران قرار دارد و براساس سرشماری مرکز آمار ایران در سال ۱۳۸۵، جمعیت آن ۵۶۱ نفر (۲۰۴خانوار) بوده‌است.نکته قابل تامل در این باب این است که این روستا به دلیل نزدیکی به شهر جمعیت ثابت زیادی نداشته و اکثرا‌ به دلیل تعطیلات به این روستا می آیند.

## اتفاقات
((سیل))

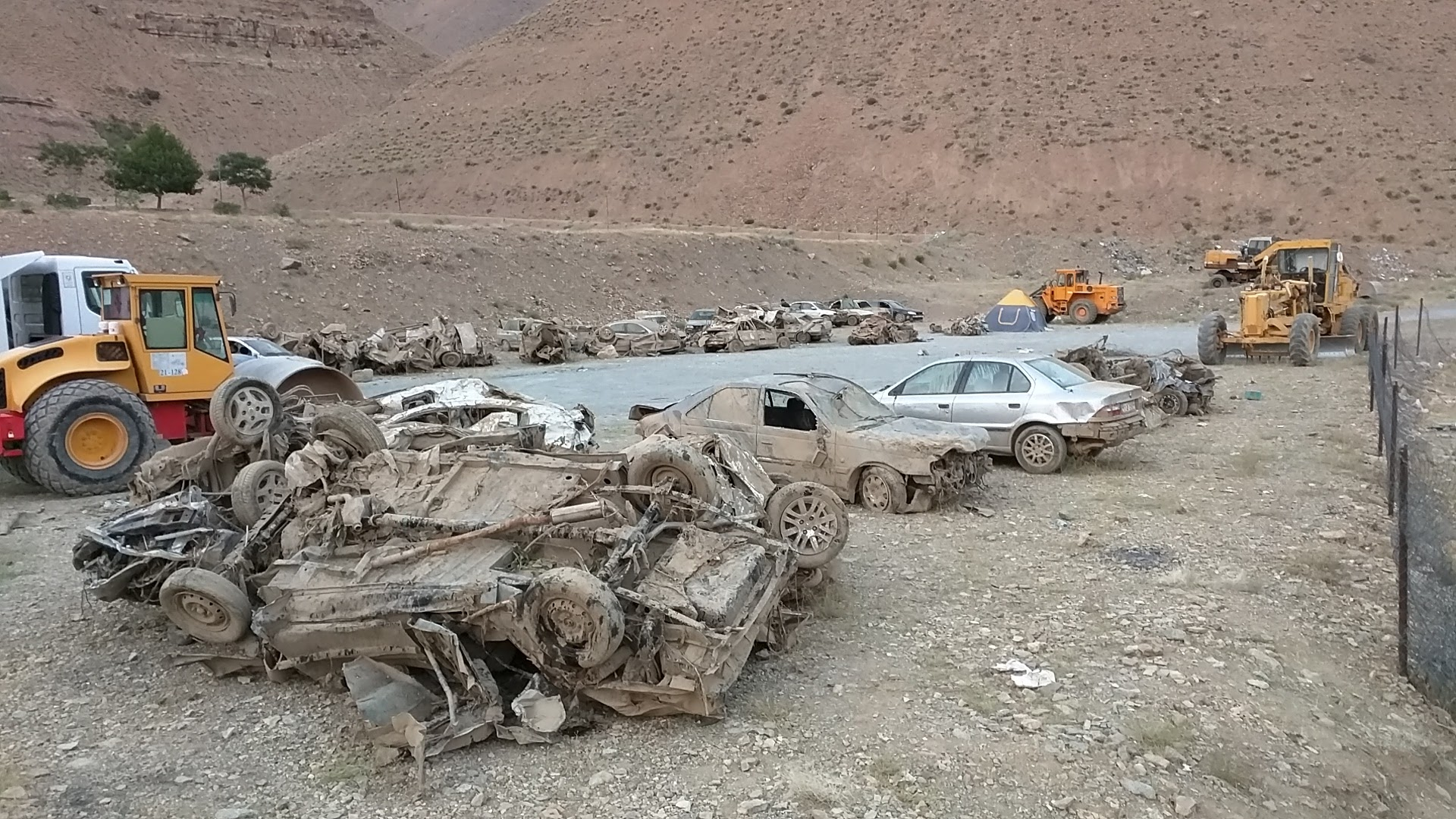
خودروهای خسارت دیده

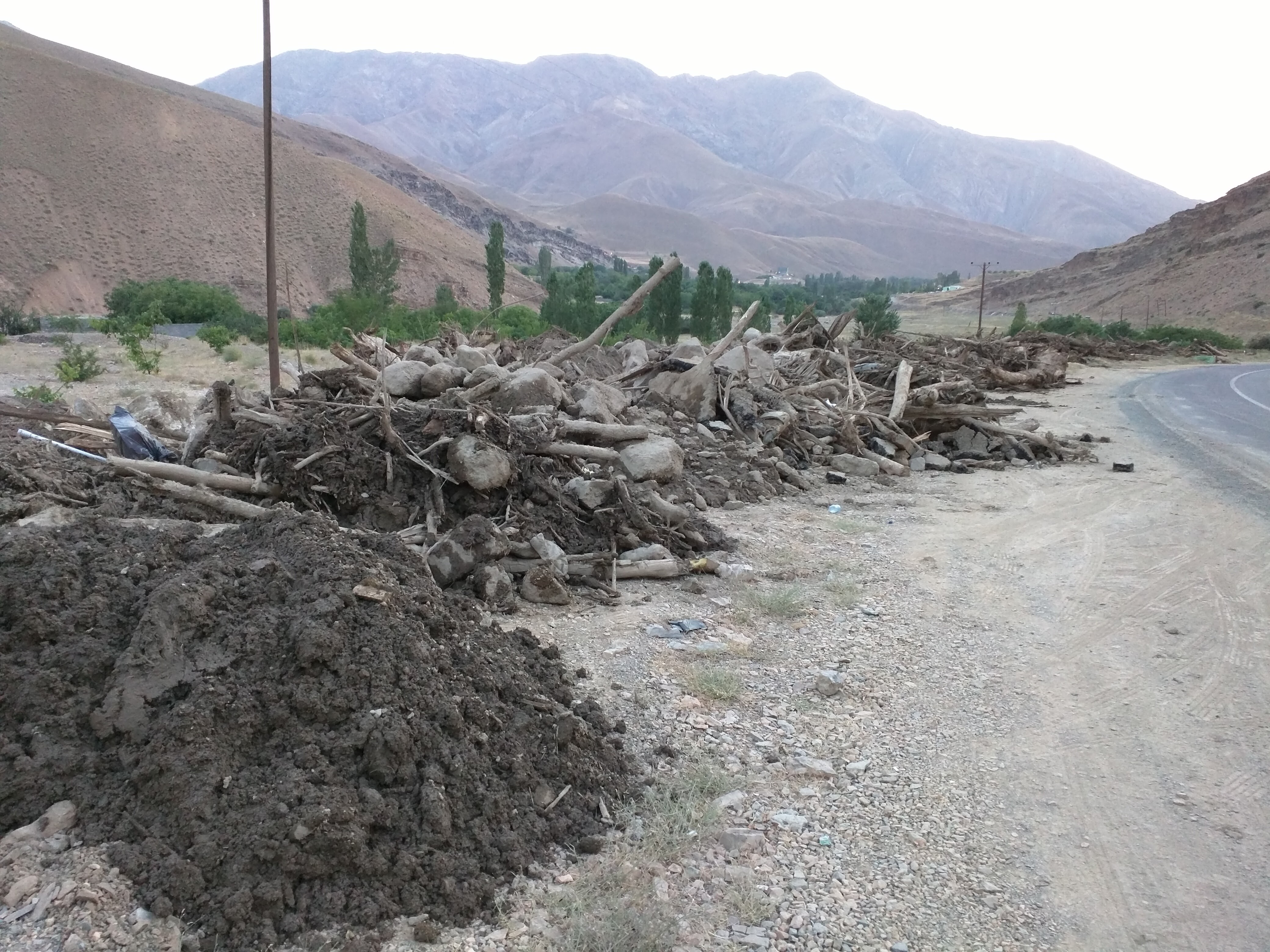
الوارها گل‌ها و … که توسط سیل به روستا آورده شده

در بارندگی و سیلی که در تاریخ ۲۸ تیرماه ۱۳۹۴ روی داد. حدود ۲۰ نفر از اهالی روستا و حدود ۱۰۲ دستگاه خودرو دچار آسیب شدند.
در این سیل تعدادی از اهالی روستا فوت کردند اسامی آن‌ها عبارتند از:
حسین درخانی، مریم تقی‌خانی، یاس علیمردانی، فرشته تقی‌خانی، ماه‌گل گلی، فرشاد گل محمدی، نیلوفر گل محمدی